# Joachim Lemke
Hans Joachim Lemke (* 21. Oktober 1942 in Hamburg; † 28. März 2001 in Rostock) war ein deutscher Pantomime, Regisseur und Dozent für Schauspiel.

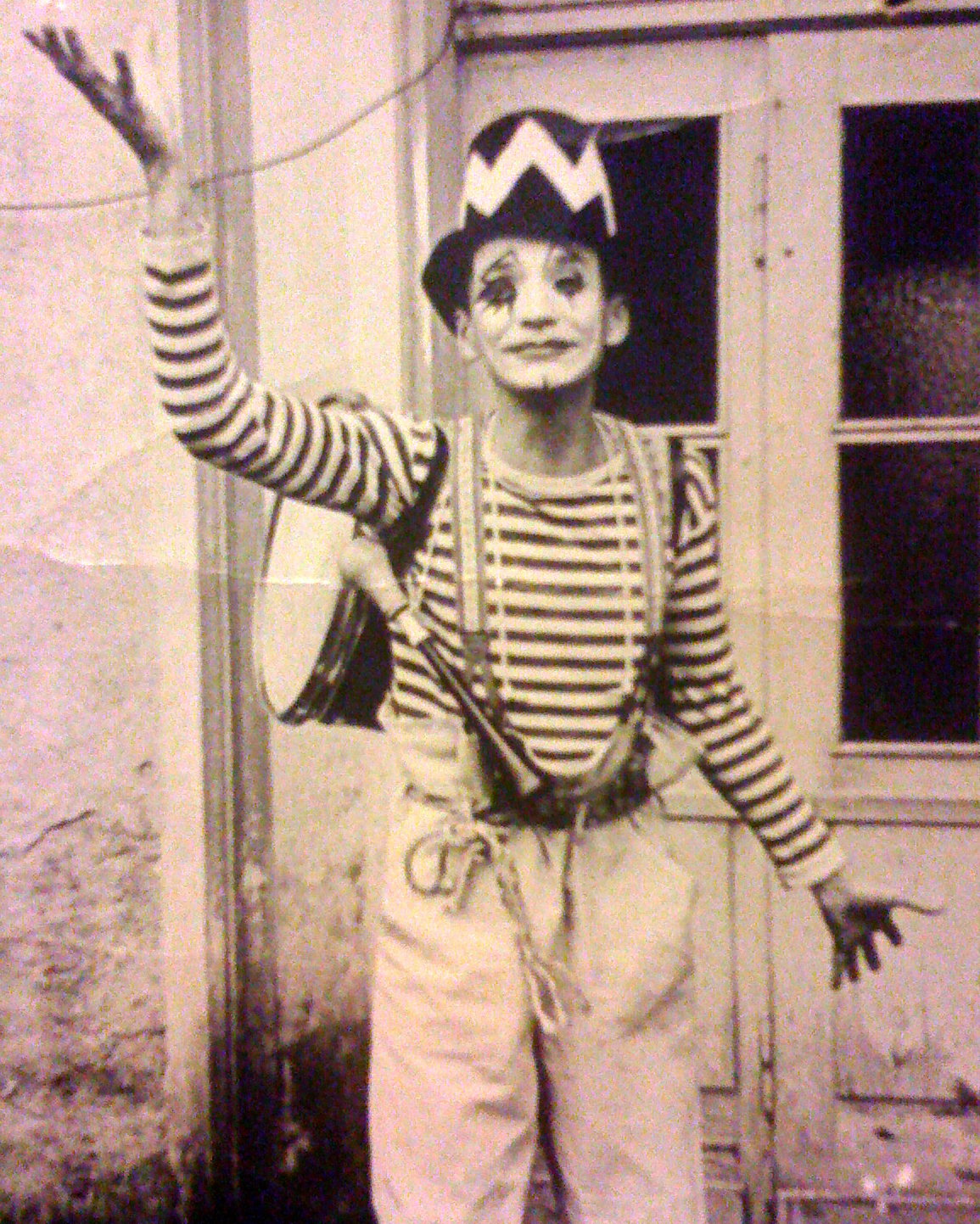
Joachim Lemke (Schwerin – 1984)

## Leben und Werdegang
Weniger als ein Jahr nach Lemkes Geburt, siedelte seine Mutter mit ihm nach Thüringen, wo er nach häufigen Umzügen und Umschulungen 1961 in Gera das Abitur absolvierte. Er begann ein Medizinstudium an der Friedrich-Schiller-Universität Jena und wurde Mitglied des universitären Pantomimestudios. Dieser erste Kontakt mit der Bühne entflammte ein reges Interesse am Theater, so dass er 1964 das Studium abbrach und in Gera selbst eine Pantomimengruppe gründete und im Krankenhaus seinen Lebensunterhalt verdiente. 
1969 vom Volkstheater Rostock für zwei Jahre als Pantomime engagiert, begann Lemke 1971 an der damaligen Staatlichen Schauspielschule Rostock Pantomime zu unterrichten und erste Szenenstudien zu leiten. Doch ab Mitte der 70er Jahre kam es zum Zerwürfnis mit der Schauspielschule, und obwohl er seine erste eigene Inszenierung im Theater Anklam feierte, isolierten ihn Ausschluss aus der SED, vermehrter Alkoholkonsum und Probleme mit der Staatssicherheit von seinem Schaffensfeld bis in die 80er Jahre hinein, so dass er nur wenige, befristete Aufträge in Schauspielschulen und Theatern erhielt. 
Erst 1982 bekam Lemke ein Engagement als Pantomime am Staatstheater Schwerin und damit die Möglichkeit wieder aufzutreten und zu inszenieren. Darauf folgten am Volkstheater Rostock 1985 ein Engagement als Pantomime und ab 1987 als Regisseur, aber auch Szenenstudien an der Hochschule für Schauspielkunst Rostock und zahlreiche Gastspiele und Gastinszenierungen.
Nach dem Abschied vom aktiven Pantomimen im Jahr 1991 gründete Lemke mit Armin Roder, Martina Witte und weiteren Künstlern die Compagnie de Comédie Rostock und führte dort bis 1993 regelmäßig Regie.
1993 wurde Lemke der Kulturpreis der Hansestadt Rostock verliehen.
In den darauf folgenden Jahren führten ihn Gastinszenierungen, Werkstattinszenierungen und Szenenstudien quer durch Deutschland, unter anderem ans Gostner Hoftheater Nürnberg,  Lautten Compagney Berlin, HMT Leipzig und Staatstheater Cottbus. Ab 1997 unterrichtete er wieder als Dozent an der Hochschule für Musik und Theater Rostock und wurde 2000 zum Professor ernannt. Seine Werkstattinszenierungen wurden mit Preisen bei Wettbewerben deutschsprachiger Schauspielschulen ausgezeichnet (Vontobel Preis-1997).
Im Frühjahr 2001 erlag Lemke nach mehrmonatigem Kampf den Folgen eines Krebsleidens.

## Arbeiten (Auswahl)
Pantomime:
"Lache und Weinen", "Wundersame Zwischenräume", "Pantomimoraden", "Pierrot für einen Augenblick"
Inszenierung:
Mitarbeit an "Antike-Entdeckungen" (Christoph Schroth), "Diener zweier Herren" (Carlo Goldoni), "Wolokolamsker Chaussee" (Heiner Müller), "Flüsterparty" (Rudi Strahl), "Fuchsquartett" (Sławomir Mrożek), "Baal" (Bertolt Brecht), "Der Schein trügt" (Thomas Bernhard), "Satyros" (Goethe), "Die Reise nach Petuschki" (Wenedikt Jerofejew)
"Das Schmürz" (Boris Vian),
Werke:
"Das Gespenst von Canterville" (nach Oscar Wilde), "Observer", "Polks - ein Leben der Tat", "Das Schiff"